# Thymallus
Sous-famille
Genre
Thymallus est un genre de poissons de la famille des Salmonidae appelés ombres.
C'est le seul genre de la sous-famille des Thymallinae.

## Liste des espèces
Selon FishBase (29 janv. 2016) :
- Thymallus arcticus (Pallas, 1776) - ombre arctique
- Thymallus baicalensis Dybowski, 1874
- Thymallus brevipinnis Svetovidov, 1931
- Thymallus brevirostris Kessler, 1879
- Thymallus burejensis Antonov, 2004
- Thymallus flavomaculatus Knizhin, Antonov & Weiss, 2006
- Thymallus grubii Dybowski, 1869
- Thymallus mertensii Valenciennes, 1848
- Thymallus nigrescens Dorogostaisky, 1923
- Thymallus pallasii Valenciennes, 1848
- Thymallus svetovidovi Knizhin & Weiss, 2009
- Thymallus tugarinae Knizhin, Antonov, Safronov & Weiss, 2007
- Thymallus thymallus (Linnaeus, 1758) - ombre commun
- Thymallus yaluensis Mori, 1928

Selon NCBI (29 janv. 2016) :
- Thymallus arcticus (Pallas, 1776)
- Thymallus brevirostris Kessler, 1879
- Thymallus grubii Dybowski, 1869
- Thymallus nigrescens Dorogostaisky, 1923
- Thymallus thymallus (Linnaeus, 1758)

## Aire de répartition
Les poissons de ce genre sont natifs du nord des écozones paléarctique et néarctique, depuis le Royaume-Uni et le nord de l’Europe jusqu’à la Sibérie et le nord de l’Amérique du Nord. L’ombre commun (T. thymallus) est commun en Europe, et l’ombre Arctique (T. arcticus) est présent à travers l'Eurasie à l'est de Oural et dans la zone Néarctique. Les autres espèces sont confinées à certaines régions de l'Asie septentrionale.